# Japan in Motion
Japan in Motion est à l'origine une série de vidéos présentant diverses facettes du Japon.
La chaîne de télévision TSS proposa à Nolife d'en faire une émission et c'est à partir de septembre 2009 que le programme fut diffusé à l'antenne. À cela s'ajoute une rubrique permanente : le Top 10 des ventes des albums de la chaîne de magasins Tower Records.

## Présentation
"Le Japon, quelle image en avez-vous ? Celle des temples ? De la technologie ? Des sushis ? Mais le Japon, ce n'est pas seulement ça ! Découvrons ensemble le Japon authentique : Japan in Motion.
Cette émission va vous faire découvrir le Japon à travers le regard et le vécu de personnes étrangères. Nous vous présenterons toute l'actualité et les dernières nouveautés musicales de la pop japonaise."

## Adaptation française
Les émissions sont alors présentées par Martial Leminoux en voix-off principale, Caroline Segarra s’occupant de la présentation du Top 10. Alex Pilot les remplaça exceptionnellement pour les émissions du 28 et 29 juillet 2010 consacrées à Japan Expo 2010 (émission n°15 et n°16 de la seconde saison).

On notera la participation de Clément Maurin à la prise de son/mixage et de Laurine Bollon à la conformation.

Alex Pilot assurera quant à lui la supervision de la version française et de l'adaptation de l'émission.

## Saison 1
La première saison de Japan in Motion se compose de 15 épisodes. Chaque épisode est présenté par Kevin Scoot, professeur dans une école internationale, et Patrick Anthony Hefferman, propriétaire d’un bar, tous deux étant d’origine anglaise. À mi-saison (à partir de l'épisode 7), Kevin Scoot sera remplacé par Raymond Tydeman, de nationalité américaine.
- Épisode 01 diffusé le 08/09/2009 - voir l'émission
- Partie deux                      - voir l'émission
- Épisode 02 diffusé le 15/09/2009 - voir l'émission
- Épisode 03 diffusé le 22/09/2009 - voir l'émission
- Partie deux                      - voir l'émission
- Épisode 04 diffusé le 29/09/2009 - voir l'émission
- Partie deux                      - voir l'émission
- Épisode 05 diffusé le 06/10/2009 - voir l'émission
- Partie deux                      - voir l'émission
- Épisode 06 diffusé le 13/10/2009 - voir l'émission
- Partie deux                      - voir l'émission
- Épisode 07 diffusé le 20/10/2009 - voir l'émission
- Partie deux                      - voir l'émission
- Épisode 08 diffusé le 27/10/2009 - voir l'émission
- Partie deux                      - voir l'émission
- Épisode 09 diffusé le 03/11/2009 - voir l'émission
- Partie deux                      - voir l'émission

## Saison 2
La seconde saison de Japan in Motion commence par l’arrivée de Asō Natsuko (surnommée « Na-chan »), une chanteuse et actrice japonaise, à la présentation et de Morgane Verrier, expatriée française partie vivre au Japon, en tant qu'aventurière/reporter durant les "Japan Quest". C'est désormais cette dernière qui s'occupera de la traduction de l'émission. On notera la présence de Yuki Otake, Kamata-chan -entre autres- pour certains reportages ou "Japan Quest". Le premier épisode de cette saison fut diffusé le 13 avril 2010.
- Épisode 01 diffusé le 13/04/2010 - voir l'émission
- Partie deux                      - voir l'émission
- Épisode 02 diffusé le 20/04/2010 - voir l'émission
- Partie deux                      - voir l'émission
- Épisode 03 diffusé le 27/04/2010 - voir l'émission
- Partie deux                      - voir l'émission
- Épisode 04 diffusé le 04/05/2010 - voir l'émission
- Épisode 05 diffusé le 11/05/2010 - voir l'émission
- Partie deux                      - voir l'émission
- Épisode 06 diffusé le 18/05/2010 - voir l'émission
- Partie deux                      - voir l'émission
- Épisode 07 diffusé le 25/05/2010 - voir l'émission
- Partie deux                      - voir l'émission
- Épisode 08 diffusé le 01/06/2010 - voir l'émission
- Partie deux                      - voir l'émission
- Épisode 09 diffusé le 08/06/2010 - voir l'émission
- Partie deux                      - voir l'émission
- Partie trois                     - voir l'émission
- Épisode 10 diffusé le 15/06/2010 - voir l'émission
- Partie deux                      - voir l'émission
- Épisode 11 diffusé le 22/06/2010 - voir l'émission
- Épisode 12 diffusé le 27/06/2010 - voir l'émission
- Partie deux                      - voir l'émission
- Épisode 13 diffusé le 07/09/2010 - voir l'émission
- Partie deux                      - voir l'émission
- Épisode 14 diffusé le 14/09/2010 - voir l'émission
- Parti deux                       - voir l'émission
- Parti trois                      - voir l'émission
- Épisode 15 diffusé le 28/07/2010 - voir l'émission
- Partie deux                      - voir l'émission
- Épisode 16 diffusé le 29/07/2010 - voir l'émission
- Partie deux                      - voir l'émission

## Saison 3
- Épisode 01 diffusé le 05/10/2010 - voir l'émission
- Partie deux                      - voir l'émission
- Épisode 02 diffusé le 12/10/2010 - voir l'émission
- Épisode 03 diffusé le 19/10/2010 - voir l'émission
- Partie deux                      - voir l'émission
- Épisode 04 diffusé le 26/10/2010 - voir l'émission
- Partie deux                      - voir l'émission
- Épisode 05 diffusé le 02/11/2010 - voir l'émission
- Partie deux                      - voir l'émission
- Épisode 06 diffusé le 09/11/2010 - voir l'émission
- Partie deux                      - voir l'émission
- Épisode 07 diffusé le 16/11/2010 - voir l'émission
- Partie deux                      - voir l'émission
- Épisode 08 diffusé le 23/11/2010 - voir l'émission
- Partie deux                      - voir l'émission
- Épisode 09 diffusé le 30/11/2010 - voir l'émission
- Partie deux                      - voir l'émission
- Épisode 10 diffusé le 07/12/2010 - voir l'émission
- Partie deux                      - voir l'émission
- Partie trois                     - voir l'émission
- Épisode 11 diffusé le 14/12/2010 - voir l'émission
- Partie deux                      - voir l'émission
- Épisode 12 diffusé le 11/01/2011 - voir l'émission
- Partie deux                      - voir l'émission
- Épisode 13 diffusé le 18/01/2011 - voir l'émission
- Partie deux                      - voir l'émission
- Épisode 14 diffusé le 25/01/2011 - voir l'émission
- Partie deux                      - voir l'émission
- Partie trois                     - voir l'émission
- Épisode 15 diffusé le 01/02/2011 - voir l'émission
- Partie deux                      - voir l'émission

## Saison 4
- Épisode 01 diffusé le 17/05/2011 - voir l'émission
- Partie deux                      - voir l'émission
- Épisode 02 diffusé le 24/05/2011 - voir l'émission
- Partie deux                      - voir l'émission
- Épisode 03 diffusé le 31/05/2011 - voir l'émission
- Partie deux                      - voir l'émission
- Épisode 04 diffusé le 07/06/2011 - voir l'émission
- Partie deux                      - voir l'émission
- Partie trois                     - voir l'émission
- Épisode 05 diffusé le 14/06/2011 - voir l'émission
- Partie deux                      - voir l'émission
- Épisode 06 diffusé le 21/06/2011 - voir l'émission
- Partie deux                      - voir l'émission
- Épisode 07 diffusé le 28/06/2011 - voir l'émission
- Partie deux                      - voir l'émission
- Épisode 08 diffusé le 05/07/2011 - voir l'émission
- Partie deux                      - voir l'émission

## Saison 5
- Épisode 01 diffusé le 06/09/2011 - voir l'émission
- Épisode 02 diffusé le 13/09/2011 - voir l'émission
- Partie deux                      - voir l'émission
- Épisode 03 diffusé le 20/09/2011 - voir l'émission
- Partie deux                      - voir l'émission
- Épisode 04 diffusé le 27/09/2011 - voir l'émission
- Partie deux                      - voir l'émission
- Partie trois                     - voir l'émission
- Épisode 05 diffusé le 04/10/2011 - voir l'émission
- Partie deux                      - voir l'émission
- Épisode 06 diffusé le 11/10/2011 - voir l'émission
- Partie deux                      - voir l'émission
- Épisode 07 diffusé le 18/10/2011 - voir l'émission
- Partie deux                      - voir l'émission
- Épisode 08 diffusé le 25/10/2011 - voir l'émission
- Partie deux                      - voir l'émission
- Épisode 09 diffusé le 01/11/2011 - voir l'émission
- Partie deux                      - voir l'émission
- Épisode 10 diffusé le 08/11/2011 - voir l'émission
- Partie deux                      - voir l'émission
- Partie trois                     - voir l'émission
- Épisode 11 diffusé le 15/11/2011 - voir l'émission
- Partie deux                      - voir l'émission
- Épisode 12 diffusé le 22/11/2011 - voir l'émission
- Partie deux                      - voir l'émission
- Épisode 13 diffusé le 29/11/2011 - voir l'émission
- Partie deux                      - voir l'émission
- Épisode 14 diffusé le 06/12/2011 - voir l'émission
- Partie deux                      - voir l'émission
- Épisode 15 diffusé le 20/12/2011 - voir l'émission
- Épisode 16 diffusé le 27/12/2011 - voir l'émission

## Saison 6
- Épisode 01 diffusé le 17/01/2012 - voir l'émission
- partie deux                      - voir l'émission
- Épisode 02 diffusé le 24/01/2012 - voir l'émission
- Partie deux                      - voir l'émission
- Épisode 03 diffusé le 31/01/2012 - voir l'émission
- Épisode 04 diffusé le 07/02/2012 - voir l'émission
- Épisode 05 diffusé le 14/02/2012 - voir l'émission
- Partie deux                      - voir l'émission
- Épisode 06 diffusé le 21/02/2012 - voir l'émission
- Partie deux                      - voir l'émission
- Épisode 07 diffusé le 28/02/2012 - voir l'émission
- Partie deux                      - voir l'émission
- Épisode 08 diffusé le 06/03/2012 - voir l'émission
- Partie deux                      - voir l'émission
- Épisode 09 diffusé le 13/03/2012 - voir l'émission
- Partie deux                      - voir l'émission
- Épisode 10 diffusé le 20/03/2012 - voir l'émission
- Partie deux                      - voir l'émission
- Épisode 11 diffusé le 27/03/2012 - voir l'émission
- Épisode 12 diffusé le 03/04/2012 - voir l'émission

## Saison 7
- Épisode 01 diffusé le 10/04/2012 - voir l'émission
- Partie deux                      - voir l'émission
- Épisode 02 diffusé le 17/04/2012 - voir l'émission
- Partie deux                      - voir l'émission
- Épisode 03 diffusé le 24/04/2012 - voir l'émission
- Partie deux                      - voir l'émission
- Épisode 04 diffusé le 01/05/2012 - voir l'émission
- Partie deux                      - voir l'émission
- Épisode 05 diffusé le 08/05/2012 - voir l'émission
- Partie deux                      - voir l'émission
- Épisode 06 diffusé le 15/05/2012 - voir l'émission
- Partie deux                      - voir l'émission
- Épisode 07 diffusé le 22/05/2012 - voir l'émission
- Partie deux                      - voir l'émission
- Épisode 08 diffusé le 29/05/2012 - voir l'émission
- Partie deux                      - voir l'émission
- Épisode 09 diffusé le 05/06/2012 - voir l'émission
- Partie deux                      - voir l'émission
- Épisode 10 diffusé le 12/06/2012 - voir l'émission
- Partie deux                      - voir l'émission
- Épisode 11 diffusé le 19/06/2012 -
- Épisode 12 diffusé le 26/06/2012 - voir l'émission
- Parti deux                       - voir l'émission
- Épisode 13 diffusé le 03/07/2012 - voir l'émission
- Parti deux                       - voir l'émission

## Saison 8
- Épisode 01 diffusé le 11/09/2012 - voir l'émission
- Épisode 02 diffusé le 18/09/2012 -
- Épisode 03 diffusé le 25/09/2012 - voir l'émission
- Épisode 04 diffusé le 02/10/2012 - voir l'émission
- Épisode 05 diffusé le 09/10/2012 - voir l'émission
- Épisode 06 diffusé le 16/10/2012 - voir l'émission
- Épisode 07 diffusé le 23/10/2012 - voir l'émission
- Épisode 08 diffusé le 30/10/2012 - voir l'émission
- Épisode 09 diffusé le 06/11/2012 - voir l'émission
- Épisode 10 diffusé le 13/11/2012 - voir l'émission
- Épisode 11 diffusé le 20/11/2012 - voir l'émission
- Épisode 12 diffusé le 27/11/2012 - voir l'émission
- Épisode 13 diffusé le 04/12/2012 - voir l'émission
- Épisode 14 diffusé le 11/12/2012 - voir l'émission
- Épisode 15 diffusé le 18/12/2012 - voir l'émission
- Épisode 16 diffusé le 15/01/2013 - voir l'émission
- Épisode 17 diffusé le 22/01/2013 - voir l'émission
- Épisode 18 diffusé le 29/01/2013 - voir l'émission
- Épisode 19 diffusé le 05/02/2013 - voir l'émission
- Épisode 20 diffusé le 12/02/2013 - voir l'émission
- Épisode 21 diffusé le 19/02/2013 - voir l'émission
- Épisode 22 diffusé le 26/02/2013 - voir l'émission
- Épisode 23 diffusé le 05/03/2013 - voir l'émission
- Épisode 24 diffusé le 12/03/2013 - voir l'émission
- Épisode 25 diffusé le 19/03/2013 - voir l'émission
- Épisode 26 diffusé le 26/03/2013 - voir l'émission

## Saison 9
- Épisode 01 diffusé le 02/04/2013 - voir l'émission
- Épisode 02 diffusé le 09/04/2013 - voir l'émission
- Épisode 03 diffusé le 16/04/2013 - voir l'émission
- Épisode 04 diffusé le 23/04/2013 - voir l'émission
- Épisode 05 diffusé le 30/04/2013 - voir l'émission
- Épisode 06 diffusé le 07/05/2013 - voir l'émission
- Épisode 07 diffusé le 14/05/2013 - voir l'émission
- Épisode 08 diffusé le 21/05/2013 - voir l'émission
- Épisode 09 diffusé le 28/05/2013 -
- Épisode 10 diffusé le 04/06/2013 -
- Épisode 11 diffusé le 11/06/2013 -
- Épisode 12 diffusé le 18/06/2013 -
- Épisode 13 diffusé le 25/06/2013 -
- Épisode 14 diffusé le 02/07/2013 -

## Saison 10
- Épisode 01 diffusé le 10/09/2013 - voir l'émission
- Épisode 02 diffusé le 17/09/2013 - voir l'émission
- Épisode 03 diffusé le 24/09/2013 - voir l'émission